# Danilo Pérez
Danilo Pérez (Panama, 29 dicembre 1965) è un pianista e compositore panamense.

## Biografia
Danilo muove i primi passi verso il suo futuro da musicista all'età di tre anni, grazie a suo padre, già immerso nel mondo della musica in quanto cantante di una band. In seguito approccerà a studi classici al conservatorio, specializzandosi in pianoforte classico, al Conservatorio Nazionale di Panama.
All'età di venti anni tuttavia Pérez si specializza anche in composizione jazz e intraprende diverse collaborazioni, partecipando nel 1994 al successo dell'album di Arturo Sandoval, Danzón, che vince un Grammy Award. Tuttavia già dagli anni ottanta aveva suonato con Wayne Shorter, Steve Lacy, Jack DeJohnette, Charlie Haden, Michael Brecker, Joe Lovano, Tito Puente, Wynton Marsalis, John Patitucci, Tom Harrell, Gary Burton, e Roy Haynes.
Il pianista ha inoltre registrato diversi album personali, o come leader del gruppo. Tra questi The Journey nel 1994 e PanaMonk nel 1996 (tributo a Thelonious Monk).
Nel 2012 è stato nominato dall'UNESCO "Artista per la pace".

### Wayne Shorter Quartet
Nel 2000, Danilo Pérez inaugura con John Patitucci al contrabbasso e Brian Blade alla batteria il Wayne Shorter Quartet, quartetto di successo guidato dal celebre sassofonista Wayne Shorter.

## Discografia

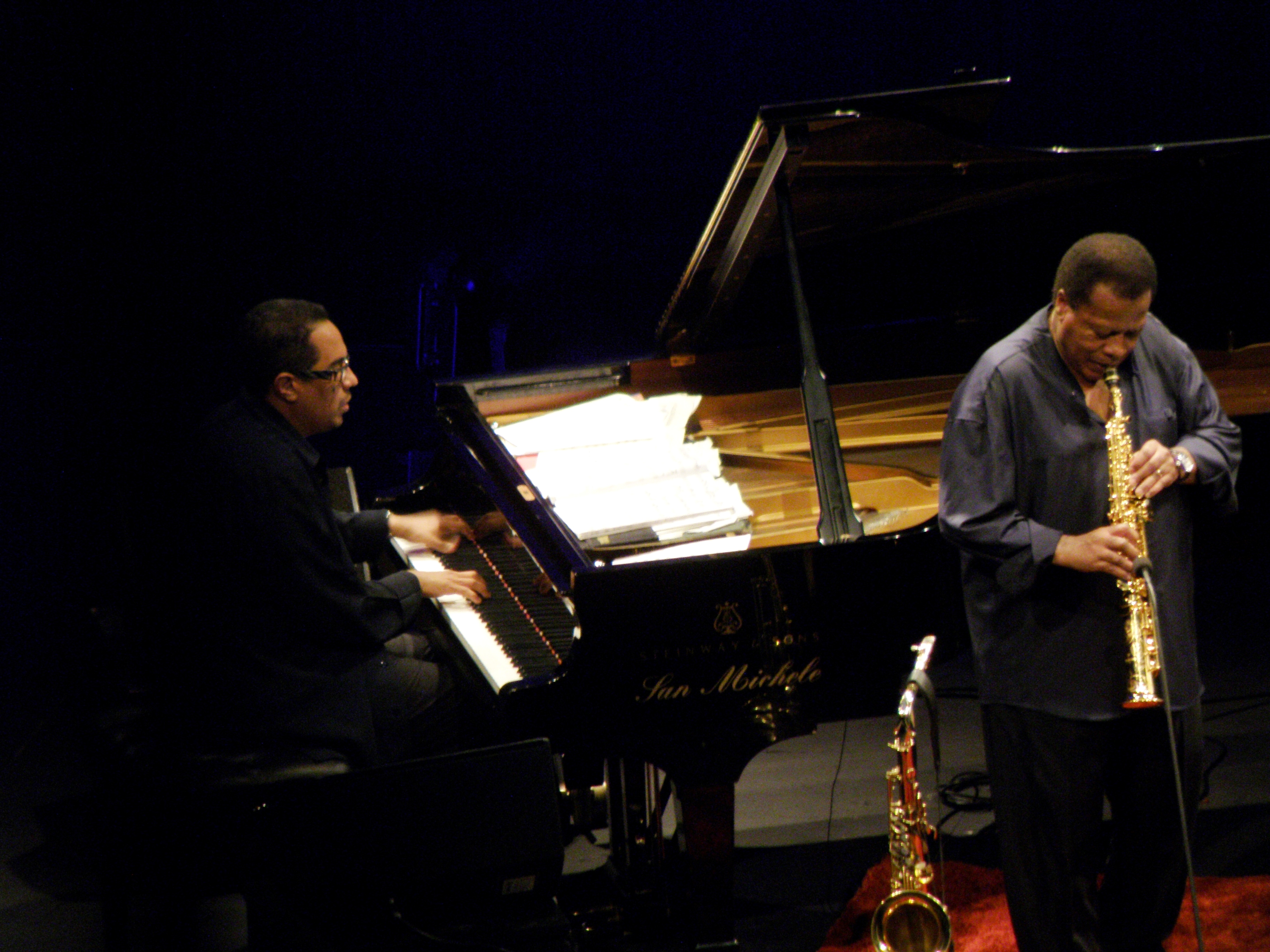
Danilo Pérez con Wayne Shorter, in concerto con il Wayne Shorter quartet al Teatro degli Arcimboldi, Milano, 2010

- Danilo Pérez (con Santi Debriano, Jack DeJohnette, Joe Lovano, David Sánchez, Rubén Blades), 1993
- The Journey (con David Sánchez, Milton Cardona, Ignacio Berroa, Kimati Dinizulu, George Garzone, Larry Grenadier), 1994
- Danzon (con Arturo Sandoval, Giovanni Hidalgo, Carlos Gómez, Juan Nogueras, Rigo Herrera, Rita Quintero, Cheito Quinones, Bill Cosby, Kenny Anderson, Dana Teboe, Ed Calle, René Toledo, Richard Eddy, Gloria Estefan, Roger Ingram, Sal Cuevas, Félix Gómez, Eddie Rivera, Vikki Carr, Dave Valentin, Willy Chirino), 1994
- PanaMonk (con Terri Lyne Carrington, Avishai Cohen, Jeff "Tain" Watts, Olga Roman), 1996
- Central Avenue (con John Patitucci, Jeff Ballard, Jeff "Tain" Watts, Luciana Souza, Raul Vital), 1998
- Motherland (con Claudia Acuña, Greg Askew, Aquiles Baez, Brian Blade, Louis Bauzo, Richard Bona, Richard Byrd, Regina Carter, Carlos Henríquez, Chris Potter, Luisito Quintero, Kurt Rosenwinkel, Antonio Sánchez, Luciana Souza, Diego Urcola, Ricaurte Villarreal), 2000
- Footprints Live (con Wayne Shorter, John Patitucci, Brian Blade), 2002
- ...Till Then (con John Patitucci, Brian Blade, Ben Street, Lizz Wright, Donny McCaslin, Adam Cruz), 2003
- Danilo Pérez Trio Live at the Jazz Showcase (con Adam Cruz, Ben Street), 2005
- Danilo Pérez - Across The Crystal Sea (arrangiato e condotto da Claus Ogerman), 2008